# Lluís Molinas i Falgueras
Lluís Molinas i Falgueras (Palafrugell, 1935 - 12 de juny de 2024) era un activista cultural català. També destacava com a escriptor, periodista, editor, col·leccionista i sobretot, des de l'edat de 18 anys, una persona estretament vinculada al món del teatre amateur de Palafrugell.
Molinas, a principis dels anys 50, s'incorporà a l'Agrupació Artística del Casal Popular, passant per diverses companyies teatrals, com el Quadre Escènic de l'Escola d'Arts i Oficis o el Grup Teatral Tramoia, fins a l'any 2009 quan decideix retirar-se de la interpretació damunt dels escenaris. Del 1958 al 1964 va fer de locutor a la ràdio La Voz de la Costa Brava treballant en radioteatre i, posteriorment col·laborador a Ràdio Palafrugell.
Lluís Molinas és autor de diversos llibres sobre història local, entre ells, Palafrugell 1936-1939 o El teatre a Palafrugell. Juntament amb Joan Piera van reeditar diversos llibres de Miquel Torroella i Plaja i van publicar tres volums del Carnaval de Carnavals, dedicats a les Festes de Primavera.
Pel que fa a la premsa, Molinas col·laborà al setmanari empordanès La Proa des de 1995 fins a l'any 2002, on publicava articles que recollien la història i els fets del Baix Empordà. És coordinador de la Revista del Baix Empordà, on també hi segueix escrivint articles. També és col·laborador de Televisió Costa Brava.
Del 1959 fins al 1976, juntament amb Bernat Caussa, van ser els encarregats de fer el llibret de la Festa Major de Palafrugell. Lluís Molinas va rebre el Diploma de mèrit ciutadà que atorga l'Ajuntament de Palafrugell el dilluns 23 de desembre de 2013 a la Sala de Plens del consistori.
Pel que fa al seu vessant d'amant del cinema, Molinas ha publicat 3 llibres: La Costa Brava, un plató per al cinema, editat per La Proa, diari del Baix Emporà SL, l'any 2002; la Biografia de Madeleine Carroll; i Protagonistes de la Costa Brava, entrevistes, vivències... i unes gotes d'humor, editat per la Revista del Baix Empordà el 2015.
Va ser la pel·lícula Pandora y el holandés errante, protagonitzada per Ava Gardner, la que Molinas considera el punt de partença de la filmografia que comença a donar publicitat a la Costa Brava arreu del món. La Costa Brava, un plató per al cinema, parla d'una primera pel·lícula de 1930, La Edad de Oro, de Buñuel, rodada al cap de Creus, i acaba fent referència a Pasión de Hombre, protagonitzada per Anthony Quinn el 1988, amb fons de les pintures del palafrugellenc d'adopció, Modest Cuixart.
A Protagonistes de la Costa Brava, Molinas recull les entrevistes fetes durant més de 50 anys a alguns veritables mites del cinema mundial, com Elisabeth Taylor o Kirt Douglas, i d'altres com Fernando Fernán-Gomez, Concha Velasco o Mary Sanpere. També entrevista altres artistes com la bailaora begurenca Carmen Amaya, el músic Xavier Cugat o els escriptors Josep Pla i Tom Sharpe, instal·lat a Llafranc els últims anys de la seva vida.